# Nagisa no Shindobaddo
Nagisa no Shindobbado (渚のシンドバッ? conosciuto internazionalmente come Like Grains of Sand, "Come granelli di sabbia") è un film del 1995 diretto da Ryosuke Hashiguchi.
Pellicola di produzione giapponese, in cui uno dei ruoli principali è stato affidato all'attrice esordiente Ayumi Hamasaki.
Ha vinto tre premi importanti, uno per la sceneggiatura e due internazionali, partecipando al Toronto International Film Festival nel 1996 e al Torino Gay & Lesbian Film Festival l'anno successivo dove ha vinto il primo premio.

## Trama
Ito è un ragazzo timido e introverso che frequenta la seconda liceo; egli si sente fortemente attratto dal suo compagno di classe e miglior amico Yoshida, il quale non immagina minimamente quali siano in realtà i sentimenti di Ito nei suoi confronti. I due trascorrono molta parte del loro tempo libero in compagnia di Kambara, il cui comportamento scherzoso ai limiti della comicità nasconde una natura estremamente sensibile.
Aihara è una ragazza che si è trasferita da poco e rimane in disparte non riuscendo a legare con i compagni, anche a causa del suo comportamento costantemente freddo e distaccato; nessuno sa che ha dovuto cambiare scuola a seguito di una violenza sessuale che ha subito da due suoi compagni di classe ed ora si trova in terapia nel tentativo di superare il trauma.
Nel frattempo Yoshida, che frequenta saltuariamente l'insicura Shimizu, si interessa sempre più alla misteriosa Aihara la quale, da parte sua, sembra aver instaurato un rapporto molto stretto proprio con Ito. La ragazza cerca di aiutare l'amico a conquistare Yoshida; quando Ito viene preso pesantemente in giro dai compagni di classe Yoshida lo difende, e Ito trova il coraggio di baciarlo.
Sulla spiaggia del paesino natale di Aihara, dove sono andati a trovarla, si chiarisce definitivamente il rapporto dei tre: Ito, indossato il vestito di Aihara, ascolta senza dire nulla la confessione amorosa di Yoshida rivolta alla ragazza. Disperato, cerca di annegarsi in mare, ma viene salvato dall'amico che gli pratica la respirazione bocca a bocca; Yoshida però è eterosessuale e decide di stare con Aihara.

## Personaggi
- Shuji Ito: 16 anni, un adolescente omosessuale innamorato del proprio compagno di classe Yoshida; anche se il padre lo manda da uno psichiatra riuscirà infine a dichiararsi
- Kasane Aihara: costretta a trasferirsi dopo essere stata violentata da due amici. Frequenta un centro psicologico di recupero
- Toru Kambara: compagno di classe e amico di Ito e Yoshida
- Ayako Shimizu: un'altra compagna di classe, pur frequentando Yoshida nutre interesse per Aihara in quanto ha inclinazioni lesbiche
- Rika Matsuo: una ragazza prepotente che pratica il bullismo nei confronti dei più deboli e indifesi
- Hiroyuki Yoshida
- Fujita

## Riconoscimenti
Mainichi Film Concours
- 1996 - Miglior sceneggiatura[1]

Rotterdam International Film Festival
- 1996 - Tiger Award[1]

Torino International Gay & Lesbian Film Festival
- 1997 - Miglior film[1]